# Lista de rios de São Tomé e Príncipe
Este anexo é composto por uma lista de rios do Arquipélago de São Tomé e Príncipe.

## Ilha de São Tomé
- Rio Água Casi
- Rio Abade
- Rio Água Caselo
- Rio Água Coimbra
- Rio Água do Gudalupe
- Ribeira Funda
- Ribeira Palma (ilha de São Tomé)
- Rio Água Gato
- Rio Provaz
- Rio de Água Pequena
- Rio Contador
- Rio Água Monte Forte
- Rio Marim
- Rio Anambo
- Rio das Galinhas
- Ribeira Moça
- Rio Água da Ilha
- Rio Água Domingos
- Rio Água Matoso
- Rio da Água Còracòra
- Rio Água Cascata
- Rio da Água Clara
- Rio Água Cola
- Rio Água Carmo
- Rio Cantador
- Rio Cabumbé
- Rio Caué
- Rio Capitango
- Rio Água Diogo Pena
- Rio da Água Gelada
- Rio da Água Grande
- Rio Grande
- Rio Água Guegue
- Rio Água Gasosa
- Rio Manuel George
- Rio Gogo
- Rio Gumbela
- Rio Água Mussunga
- Rio Água Morrão
- Rio Água Nova Olinda
- Rio da Água da Ponta Furada
- Rio da Pedra Furada
- Rio Água Santa Isabel
- Rio Água de São Miguel
- Rio Água João
- Rio Água Lete
- Rio Água Lemos
- Rio Água Funda
- Rio Água João Lats
- Rio da Água Pieão
- Rio da Água Péte Péte
- Rio da Água Bòbò
- Rio de Água Sèlá
- Rio da Água Porca
- Rio da Água Simão
- Rio Água Seixas
- Rio Água Machado
- Rio da Água Marçal
- Rio Malanza
- Rio Mussacavu
- Rio Mendez
- Rio Miranda Guegue
- Rio Miconão
- Rio Maria Luísa
- Rio Morango (é afluente do Rio Xufexufe)
- Rio Mina (é afluente do Rio Mata)
- Rio Mata (recebe as águas do Rio Mina)
- Rio Água Palito
- Rio Água Telho
- Rio Água Sebastião
- Rio Água Tanque
- Rio Água Pedrona
- Rio Água Tomé (Afluente do Rio Abade)
- Rio do Ouro
- Rio das Pedras
- Rio Edgard
- Rio Angobó
- Rio Angra Toldo
- Rio Juliana de Sousa
- Rio Bina
- Rio O Apaga Fogo
- Rio Lembá
- Rio Bindá
- Rio Xufexufe
- Rio Quija
- Rio Portinho
- Rio Água Bombaim
- Ribeira Afonso
- Rio Bindá
- Rio São João
- Rio Toldo
- Rio João Nunes
- Rio Umbugo
- Rio Ana Chaves
- Rio Campos
- Rio Ió Grande
- Rio Água Coco
- Rio Água Guadalupe

## Ilha do Príncipe
- Rio Porco
- Rio Bibi
- Rio Papagaio
- Rio Peixoto
- Rio Voltas
- Rio Chabatá
- Ribeira Izé
- Rio de São Tomé
- Rio Água Cascata